# Хијазам
Хијазам (grč. χίασμα — укрштање, попут слова Х) је стилска фигура блиска антитези и супротна паралелизму у којој се два пара речи, синтагми или реченица који су синтаксички или садржајно слични постављају у симетричан али обрнут однос као у огледалу како би се и положајем нагласили супротни појмови. Подврста хијазма је антиметабола. Спада у фигуре конструкције.

## Шематски приказ
Хијазам се може представити шемом AB:BA видљивом у стиху Лазе Костића:
- "Снове
- снивам,
- снујем
- снове."

## Историјат
Највероватније се хијастички распоред први пут појавио у хебрејском језику до 10. века п. н. е., највише у Псалмима и Књизи пророка Исаије. У антици се није знало за хијазам. Први га помиње Хермоген, учитељ говорништва из 2. века нове ере. Хермоген хијазмом назива укрштено поређане колоне али не и појединачне речи.
У жижу интересовања долази у 19. веку када је примећена његова честа употреба у Библији. Пошто је хебрејска традиција била усмена, хијазам је био погодно меморијско средство приликом учења напамет делова Торе.
Књижевни критичар и теоретичар Пол де Ман сматра хијазам књижевним поступком и тиме битно проширује његово основно значење. Тумачећи Рилкеове песме, он указује на њихову хијастичку структуру.

## Употреба
Хијазам се користи да би се избегло понављање исте синтаксичке структуре. Често се употребљава као средство хумора и ироније а олакшава и памћење хијастички конструисаних исказа.
Хијазам се често користи у српској народној поезији.

## Примери
- "Ако, дакле, не знам значење гласа, бићу туђин ономе који говори, и онај који говори биће мени туђин." (Прва посланица Коринћанима, 14,11)
- "Лако маше, ал' удара тешко." (народна песма)
- "Зле ти срне, а кошуте црне." (народна песма)
- "Дете ти гладно плаче од муке / Бедна ти жена по селу проси." ("Нова песница...", Сава Мркаљ)
- "Тешка гвожђа и фалаке грозне." (Смрт Смаил-аге Ченгића, Иван Мажуранић)
- "Радио сам свуда и свуда су ме ценили због мојих златних руку." (Проклета авлија, Иво Андрић)
- "Онај што зна - не говори, онај што говори - не зна." (Лао Це)
- "Један за све, сви за једног." (Три мускетара, Александар Дима)

## Сличне стилске фигуре
- Антитеза
- Анадиплоза
- Паралелизам
- Антиметабола